# Liste der Baudenkmale in Fahrenwalde
In der Liste der Baudenkmale in Fahrenwalde sind alle denkmalgeschützten Bauten der vorpommerschen Gemeinde Fahrenwalde und ihrer Ortsteile aufgelistet. Grundlage ist die Veröffentlichung der Denkmalliste des Kreises Uecker-Randow mit dem Stand vom 1. Februar 1996. 

## Baudenkmale nach Ortsteilen

### Fahrenwalde
| ID | Lage                   | Bezeichnung                                     | Beschreibung | Bild           |
| -- | ---------------------- | ----------------------------------------------- | --- | -------------- |
|    | Amtsstraße 6 (Karte)   | Bauernhaus und Stallspeicher                    | |                |
|    | Amtsstraße 7 (Karte)   | Stallspeicher                                   | |                |
|    | Dorfstraße 8 (Karte)   | Pfarrhaus                                       | |                |
|    | Dorfstraße 9 (Karte)   | Wohnhaus und Stallspeicher                      | |                |
|    | Dorfstraße 13 (Karte)  | Bauernhaus mit Linden und Stall                 | |                |
|    | (Karte)                | Forsthaus und Stall (östlich des Ortes im Wald) | |                |
|    | (Karte)                | Kirche mit Kirchhofmauer und -portal            | Die Feldsteinkirche stammt aus dem 13. Jahrhundert. Im Innern steht unter anderem ein Altar aus dem Ende des 18. Jahrhunderts. | Weitere Bilder |
|    |                        | Kriegerdenkmal 1914/18 (Dorfstraße)             | |                |
|    |                        | Mühle                                           | |                |
|    | Schulstraße 11 (Karte) | Wohnhaus                                        | |                |
|    | Schulstraße 15 (Karte) | Bauernhaus, Stallspeicher und Hofpflaster       | |                |
|    | Schulstraße 32 (Karte) | Wohnhaus                                        | |                |
|    | Schulstraße 31 (Karte) | Wohnhaus                                        | |                |
|    | Schulstraße 33 (Karte) | Stallspeicher                                   | |                |
|    | Schulstraße 40 (Karte) | Haustür                                         | |                |

### Bröllin
| ID | Lage                           | Bezeichnung | Beschreibung | Bild |
| -- | ------------------------------ | --- | ------------ | --- |
|    | Dorfstraße 10 (Karte)          | Wohnhaus und Stall |              | |
|    | Dorfstraße 12/13 (Karte)       | Wohnhaus |              | |
|    | Dorfstraße 14/15 (Karte)       | Wohnhaus |              | |
|    | Dorfstraße 17/18 16/17 (Karte) | Wohnhaus Änderung der Hausnummern |              | |
|    | Dorfstraße 19/20 18/19 (Karte) | Wohnhaus |              | |
|    | Dorfstraße 22/23 (Karte)       | Wohnhaus |              | |
|    | Dorfstraße                     | Spritzenhaus |              | |
|    | Dorfstraße 3 (Karte)           | Gutsanlage mit Gutshaus, Speicher, Brennerei, Großem und Kleinem Bullenstall, Schafstall, Scheune, Schornstein, Pferdestall, Park mit Küchengarten, Mauer und Eiskeller |              | Gutsanlage mit Gutshaus, Speicher, Brennerei, Großem und Kleinem Bullenstall, Schafstall, Scheune, Schornstein, Pferdestall, Park mit Küchengarten, Mauer und Eiskeller |
|    | (Karte)                        | Kirche und Kirchhofmauer und -portal |              | |
|    |                                | Wegweiser (Dorfstraße) |              | |

### Friedrichshof
| ID | Lage    | Bezeichnung                                    | Beschreibung | Bild |
| -- | ------- | ---------------------------------------------- | ------------ | ---- |
|    | (Karte) | Gutshaus mit Park und Mauer                    |              |      |
|    |         | Transformatorenhaus (neben dem ehem. Gutshaus) |              |      |

## Quelle
- Bericht über die Erstellung der Denkmallisten sowie über die Verwaltungspraxis bei der Benachrichtigung der Eigentümer und Gemeinden sowie über die Handhabung von Änderungswünschen (Stand: Juni 1997)

- Karte mit allen Koordinaten:
- OSM |
- WikiMap